# Sadatsugu Matsuda
Pour les articles homonymes, voir Matsuda.
Sadatsugu Matsuda (松田 定次, Matsuda Sadatsugu), né le 2 novembre 1906 à Kyoto et mort le 20 janvier 2003 à Tokyo, est un directeur de la photographie et un réalisateur japonais. Son nom est parfois incorrectement écrit Sadaji Matsuda.

## Biographie

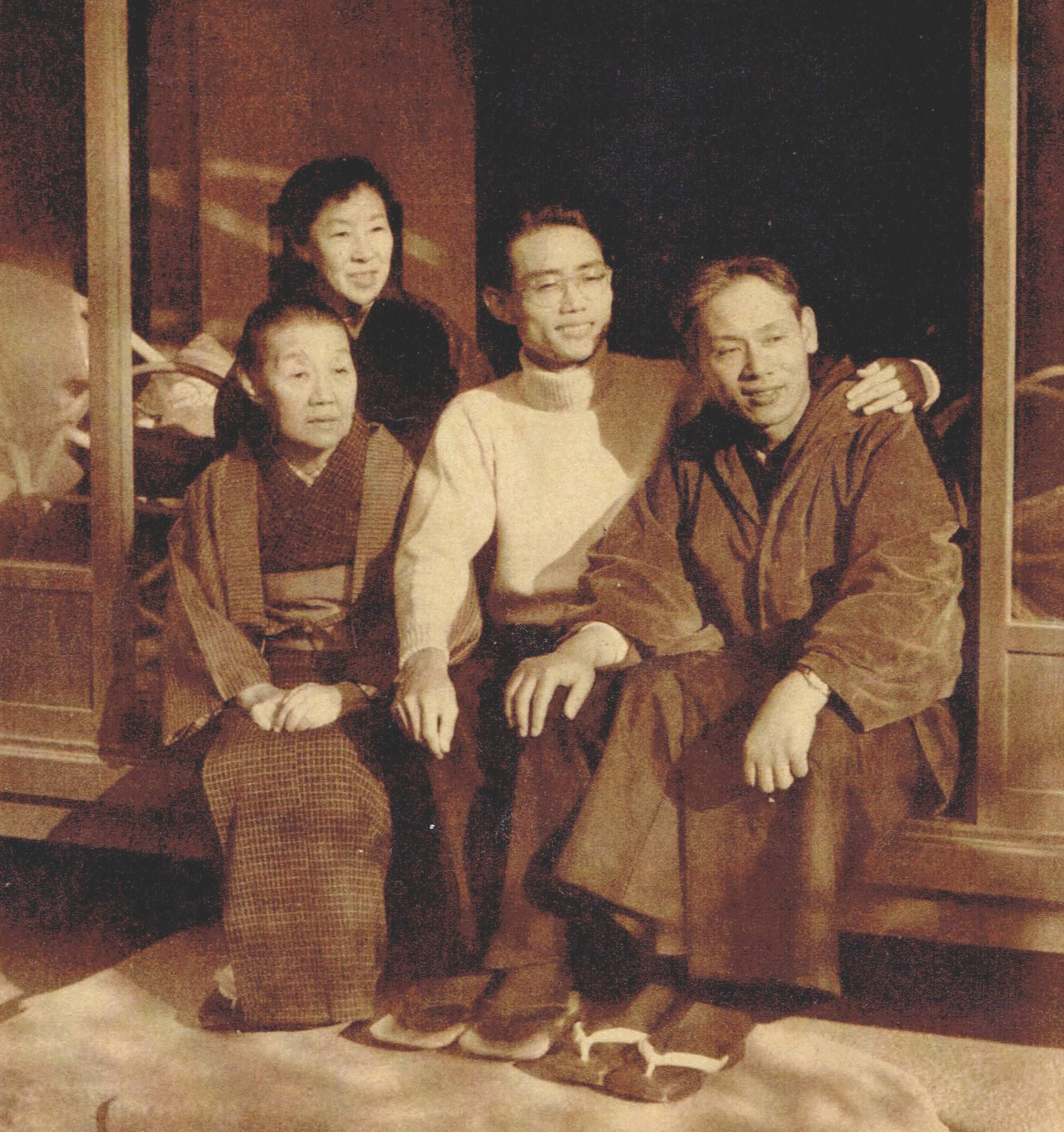
Sadatsugu Matsuda (à droite) et sa famille (sa mère, sa femme et son fils) en 1958.

Sadatsugu Matsuda a réalisé près de 160 films entre 1928 et 1969, il a également été directeur de la photographie sur une trentaine de films au début de sa carrière entre 1925 et 1928.
Il est le fils de Shōzō Makino et le frère de Masahiro Makino.

## Filmographie partielle
- 1929 : Muriyari sanzen koku (無理矢理三千石?)
- 1932 : Itahachi jima (伊太八縞?)
- 1932 : Meian sansesō: Zenpen (明暗三世相 前篇?)
- 1935 : Aizō ichidai (愛憎一代?)

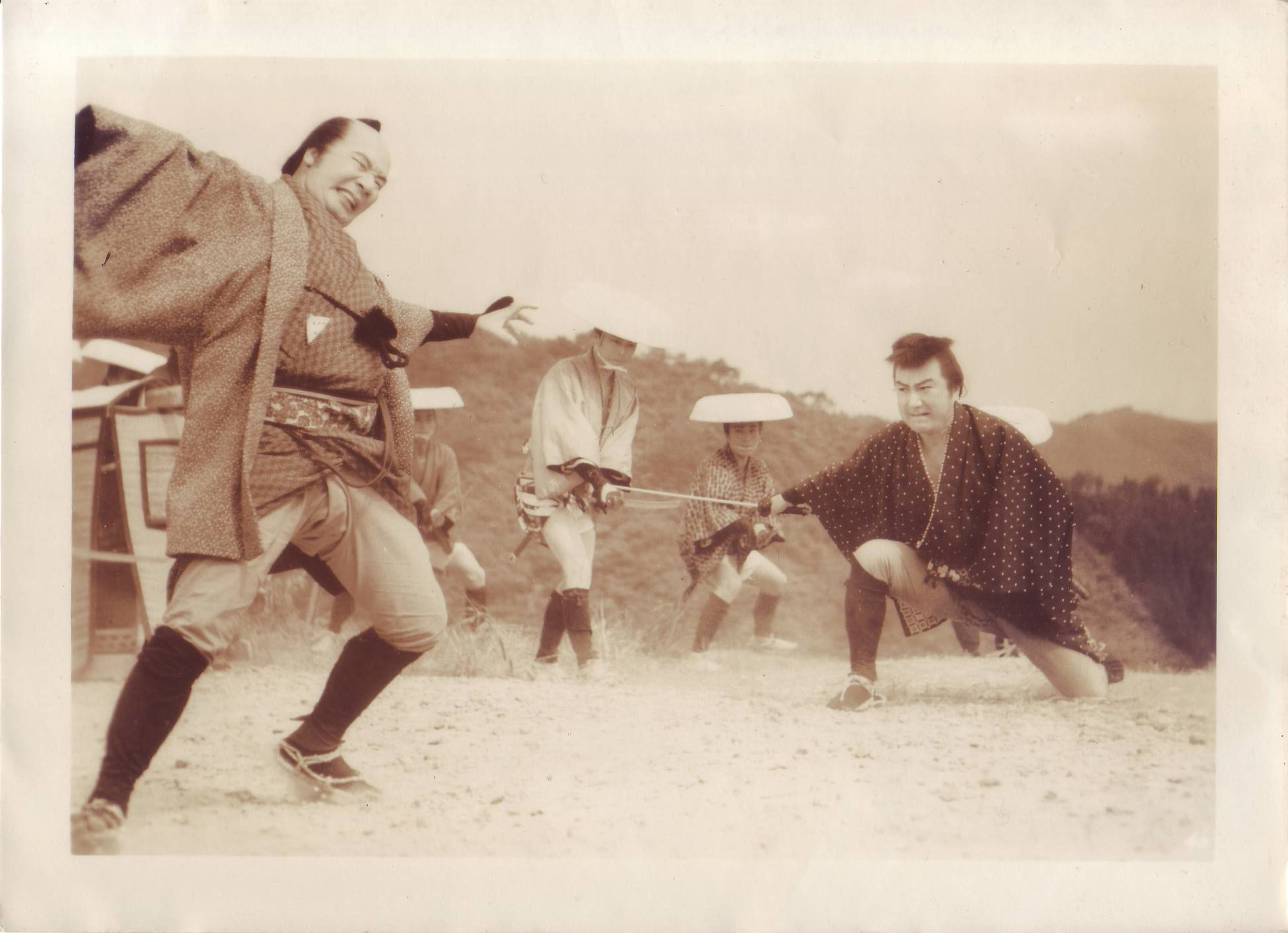
Eitarō Shindō et Chiezō Kataoka dans Yatarō Kasa (1955).

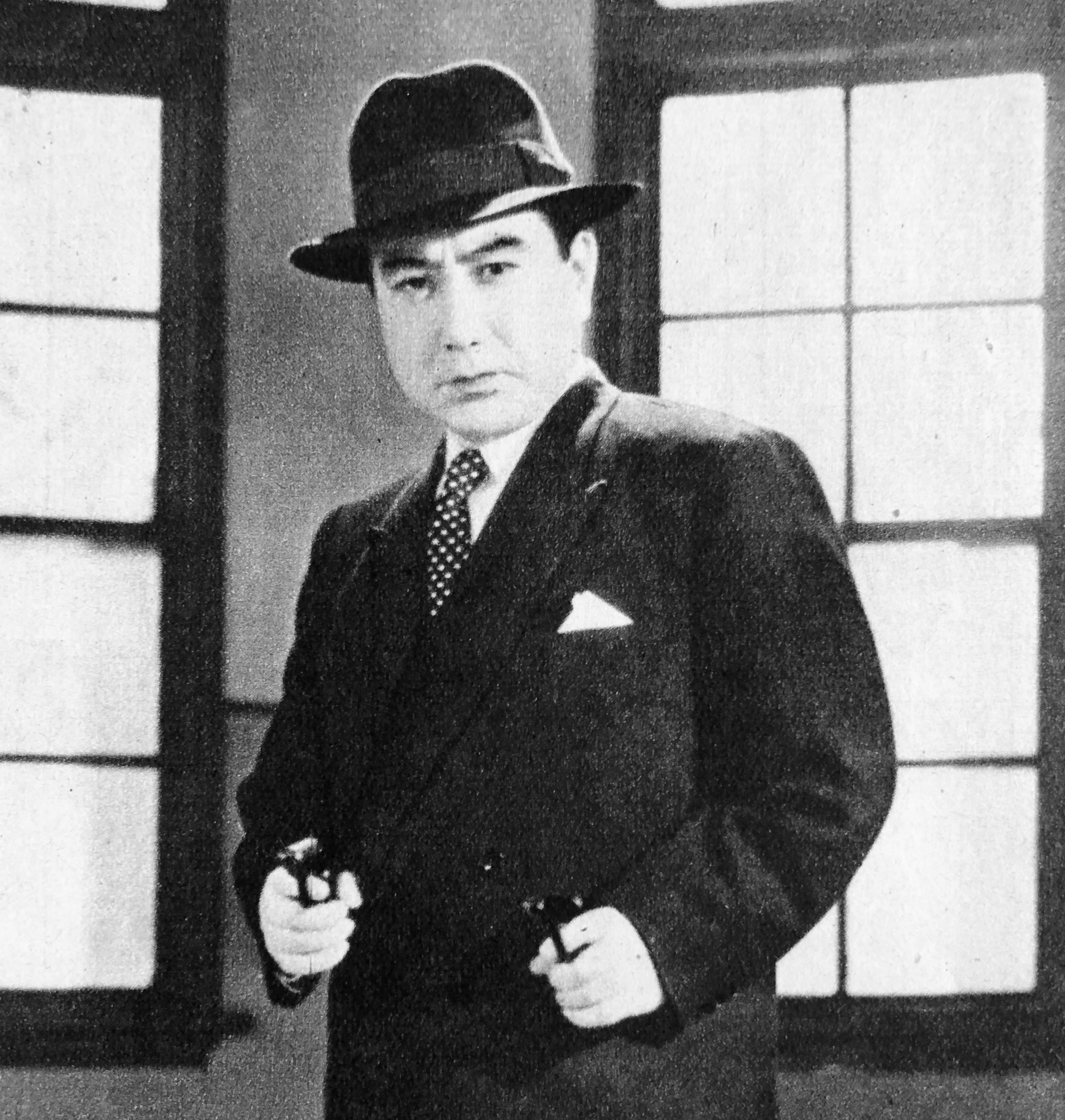
Chiezō Kataoka dans Hayabusa no maō (1955).

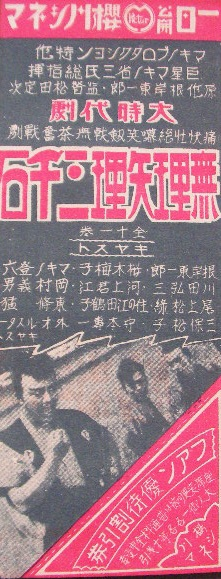
Affiche japonaise du film Muriyari sanzen koku (1929).

- 1936 : Hana no haru Tōyamazakura (花の春遠山桜?) co-réalisé avec Masahiro Makino
- 1938 : Kurama Tengu (鞍馬天狗 角兵衛獅子の巻, Kurama Tengu: Kakubei jishi no maki?) co-réalisé avec Masahiro Makino
- 1939 : Kurama Tengu: Edo nikki (鞍馬天狗 江戸日記?)
- 1941 : Sugata naki fukushū (姿なき復讐?)
- 1943 : Gengis Khan (成吉思汗, Jingisu Kan?) co-réalisé avec Kiyohiko Ushihara
- 1946 : Meiji no kyōdai (明治の兄弟?)
- 1946 : Kunisada Chūji (国定忠治?)
- 1947 : Sanbon yubi no otoko (三本指の男?)
- 1948 : Kiso no tengu (木曾の天狗?)
- 1948 : Goninme no mokugekisha (五人目の目撃者?)
- 1948 : Koku'un kaidō (黒雲街道?) coréalisé avec Kazuo Mori
- 1949 : Gokumon-to (獄門島?)
- 1949 : Gokumon-to: Kaimei-hen (獄門島 解明篇?)
- 1950 : Hatamoto taikutsu otoko torimonohikae: Shichi-nin no hanayome (旗本退屈男捕物控 七人の花嫁?)
- 1950 : Hatamoto taikutsu otoko torimonohikae: Dokusatsu maden (旗本退屈男捕物控 毒殺魔殿?)
- 1951 : Tengu no an (天狗の安?)
- 1951 : Yatsuhakamura (八ツ墓村?)
- 1952 : Tange Sazen (丹下左膳?)
- 1953 : Asayake Fuji: Zenpen (朝焼け富士 前篇?)
- 1953 : Asayake Fuji: Kōhen (朝焼け富士 後篇?)
- 1953 : Shinsho taikōki: Kyūshū Okehazama (新書太閤記 急襲桶狭間?)
- 1953 : Onifuse kaidō (鬼伏せ街道?)
- 1954 : Akuma ga kitarite fue o fuku (悪魔が来りて笛を吹く?)
- 1954 : Kagebōshi ichiban tegara: Yōi Chūshingura (影法師一番手柄 妖異忠臣蔵?)
- 1954 : Yaoya Oshichi: Furisode tsukiyo (八百屋お七 ふり袖月夜?)
- 1955 : Hayabusa no maō (松田定次?)
- 1955 : Fūun shōgidani (風雲将棋谷?)
- 1955 : Seiryūgai no ōkami (青龍街の狼?)
- 1955 : Yatarō Kasa (弥太郎笠?)
- 1955 : Fukushū no nana kamen (復讐の七仮面?)
- 1956 : Akō rōshi: Ten no maki, chi no maki (赤穂浪士 天の巻 地の巻?)
- 1956 : Oyako daka (父子鷹?)
- 1956 : Hatamoto taikutsu otoko: Nazo no yūreisen (旗本退屈男 謎の幽霊船?)
- 1957 : Ninkyō Shimizu minato (任侠清水港?)
- 1957 : Hatamoto taikutsu otoko: Nazo no gurentō (旗本退屈男 謎の紅蓮搭?)
- 1957 : La Mariée du château d'Otori[3] ou L'Épouse du château des Ōtori[4] (鳳城の花嫁, Ōtori-jō no hanayome?)
- 1957 : Hayatozoku no hanran (隼人族の叛乱?)
- 1958 : Tange Sazen (丹下左膳?)
- 1958 : Mikazuki, le samouraï gentilhomme (旗本退屈男, Hatamoto taikutsu otoko?)[5]
- 1958 : Hatamoto taikutsu otoko (旗本退屈男?)
- 1959 : Tange Sazen: Dotō-hen (丹下左膳 怒濤篇?)
- 1959 : Chūshingura: Ōka no maki, kikka no maki (忠臣蔵 櫻花の巻・菊花の巻?)
- 1959 : Shingo jūban shōbu (新吾十番勝負?)
- 1959 : Fūryū shisha tenka: Musō no ken (風流使者 天下無双の剣?)
- 1960 : The Mysterious Sword ou The Magic Sword (丹下左膳 妖刀濡れ燕, Tange Sazen: Yōtō nure tsubame?)[6]
- 1961 : Akō rōshi (赤穂浪士?)
- 1961 : Tange Sazen: Nuretsubame ittōryū (丹下左膳 濡れ燕一刀流?)
- 1961 : Ishin no kagaribi (維新の篝火?)
- 1964 : Hitokiri gasa (人斬り笠?)
- 1964 : Shingo bangai shōbu (新吾番外勝負?)
- 1965 : Bara ketsu shōbu (バラケツ勝負?)